# 四和弦之歌
《四和弦之歌》（英語：Four Chords Song）為澳洲喜劇搖滾樂隊The Axis of Awesome於2010年創作的歌曲，收錄於其專輯《Infinity Rock Explosion!》中。

## 概要
四和弦之歌是The Axis of Awesome的代表作，它結合了不同年代的流行曲而成。在羅馬數字寫法下，四和弦的順序是I - V - vi - IV。而這四個和弦用了固定低音的演奏方法，因些也用了vi - IV - I - V這個順序。這個順序通常於「Save Tonight」 至「Torn」之間使用。四和弦之歌是以D大調演奏，因此四和弦為D-A-Bm-G。而為了配合四和弦之歌，很多歌曲也轉了調。在歌曲開始時，The Axis of Awesome成員Benny Davis指出他們樂隊不能成名全因他們從未作過四和弦的歌曲，並於歌曲結尾時以「这就是成为明星所需要的全部！」（That's all it takes to be a star!），指出四和弦的重要性。
四和弦之歌雖然有不少版本，但通常都會以Journey的「Don't Stop Believin」開始，並一定包括了The Axis of Awesome自己的歌曲「Birdplane」。
於2011年3月18日，The Axis of Awesome於Red Nose Day表演四和弦之歌。於2011年7月20日，Axis of Awesome於Youtube上載了四和弦之歌的官方版本，至今已累積逾3900萬觀看次數。
四和弦之歌的官方版本所包含之歌曲
1. Journey—不要停止相信（Don't Stop Believing）
2. 詹姆仕·布朗特—美麗的你（You're Beautiful）
3. 黑眼豆豆—愛在哪裡（Where Is the Love）
4. Alphaville—永遠年輕（Forever Young）
5. 傑森·瑪耶茲—我是你的（I'm Yours (Jason Mraz song)|I'm Yours）
6. Train—嘿，靈魂姐妹（Hey Soul Sister）
7. 呼叫樂團—無論你去到哪裡（Wherever You Will Go）
8. 艾爾頓·約翰—今晚你能否感受到愛（Can You Feel The Love Tonight）（出自獅子王 ）
9. 阿肯—无所谓（Don't Matter）
10. 約翰·丹佛 --  鄉村路帶我回家 （Take Me Home, Country Roads）
11. 女神卡卡—狗仔队（Paparazzi）
12. U2樂團—有或没有你（With Or Without You）
13. The Last Goodnight—你的畫（Pictures of You）
14. 魔力紅—她會被愛（She Will Be Loved）
15. 披頭四樂隊—顺其自然（Let It Be）
16. 巴布·馬利—沒有女人就沒有哭（No Woman No Cry）
17. Marcy Playground—性和糖果（Sex and Candy）
18. Men At Work—底下（Down Under）
19. 笑笑小電影—主題曲
20. 傑克·強森—泰勒（Taylor）
21. 辣妹合唱團—二为一体（Two Become One）
22. a-ha—讓我承擔（Take On Me）
23. 年輕歲月—當我來到這裡（When I Come Around）
24. Eagle Eye Cherry—保留今晚（Save Tonight）
25. Toto—非洲（Africa）
26. 碧昂絲·諾利斯—如果我是一個男生（If I Were A Boy）
27. 凱莉·克萊森—在這些淡褐色的眼睛之後（Behind These Hazel Eyes）
28. 杰森·德鲁罗—在我的头裡（In My Head）
29. 非凡人物樂團—有蝴蝶翅膀的子彈（Bullet With Butterfly Wings）
30. Joan Osborne—我們之中的一個（One Of Us）
31. 艾薇兒·拉維尼—复杂（Complicated）
32. The Offspring—自尊（Self Esteem）
33. The Offspring—小子，你会走很远的路（You're Gonna Go Far Kid）
34. 阿肯—美麗（Beautiful）
35. 提姆巴蘭和共和世代—道歉（Apologize）
36. Eminem和Rihanna—愛上你撒谎的方式（Love the Way You Lie）
37. 邦喬飛—這是我的人生（It's My Life）
38. 女神卡卡—扑克脸（Pokerface）
39. 水叮噹—芭比女孩（Barbie Girl）
40. 嗆辣紅椒—另一邊（Otherside）
41. The Gregory Brothers—雙重彩虹（Double Rainbow）
42. MGMT—小孩們（Kids）
43. 安德烈·波伽利—是時候說再見（Time To Say Goodbye）
44. 羅伯特·伯恩斯 – 友誼萬歲 （Auld Lang Syne）
45. Five for fighting—超人（Superman）
46. The Axis of Awesome—雀鳥飛機（Birdplane）
47. Missy Higgins—疤痕（Scar）

其他包含的歌曲
1. Alex Lloyd—惊人（Amazing）
2. 理查·馬克斯—在这里等待（Right Here Waiting）
3. Crowded House—掉在你的腳（Fall At Your Feet）
4. 嗆辣紅椒—橋下（Under the Bridge）
5. Daryl Braithwaite—馬（The Horses）
6. Pink—你加你的手（U + Ur Hand）
7. 衝突樂團—你找到我（You Found Me）
8. The Last Goodnight—你的畫（Pictures of You）
9. 3OH!3—不要相信我（Don't Trust Me）
10. Tim Minchin—帆布包（Canvas Bags）
11. 眨眼182—该死（Dammit）
12. Kasey Chambers—不夠漂亮（Not Pretty Enough）
13. 艾莉西亞·凱斯—没有任何人（No One）
14. Amiel—情歌（Love Song）
15. Bush—甘油（Glycerine）
16. Thirsty Merc—二十個好理由（Twenty Good Reason）
17. Lighthouse Family—高（High）
18. 嗆辣紅椒—紧压的灵魂（Soul to Squeeze）
19. Banjo Patterson –叢林流浪 （Waltzing Matilda）
20. Bic Runga—摇摆（Sway）
21. Ben Lee—吸煙會殺掉你（Cigarettes Will Kill You）
22. 米高·積遜—鏡中人（Man in the Mirror）
23. 米卡—快樂結局（Happy Ending）
24. 娜塔莉·安博莉亞 –撕裂 （Torn）